# 越前町立四ヶ浦小学校
越前町立四ヶ浦小学校（えちぜんちょうりつ しかうらしょうがっこう）は、福井県丹生郡越前町にあった町立小学校。

## 沿革
- 2025年 - 越前町立城崎小学校と統合し越前町立越前小学校へ

## 進学先中学校
- 越前町立越前中学校